# Идзумо тайся
Идзумо тайся (яп. 出雲大社, официальное название — Идзумо-но Оясиро, букв. «Большая святыня Идзумо») — одно из старейших и важнейших синтоистских святилищ Японии.

## Расположение
Идзумо тайся расположено в районе Тайся города Идзумо префектуры Симане, ранее — уезд Идзумо провинции Идзумо. Оно стоит у подножья священных гор Якума и Камияма, в древнем девственном лесу. Места, где сегодня находится храм, издревле считались одними из самых священных в Японии. На улице, ведущей к храму, расположена станция частной железнодорожной линии Итибата.

## Мифология
Изначально святилище называлось Кидзуки-оясиро и являлась местом почитания Яцукамидзу-омицуно-но-микото, божеству, которое, согласно местным преданиям, оторвало кусок земли от корейского королевства Силла и присоединило к краю Идзумо. Данный миф, кунибики синва («миф о притягивании земли»), отражён в сборнике местных легенд Идзумо фудоки.
Сегодня Идзумо тайся является местом почитания ками О-куни-нуси-но микото. Окунинуси был потомком Сусаноо, правившим краем Идзумо. Сусаноо был божеством моря и ветров, изгнанным небесными богами за непокорность и обосновавшимся в Идзумо. В Кодзики и Нихон сёки описывается, как Окунинуси «уступил» свои земли посланцу Аматэрасу. Считается, что эти мифы отражают противостояние племенных союзов Ямато и Идзумо. Подчинив себе Идзумо, Ямато включили местных богов в свой пантеон, заодно предоставив «мифологическое» обоснование своей власти.

## История
Время основания святилища точно неизвестно. Согласно старейшим японским источникам — «Кодзики» и «Нихон сёки» — оно относится к мифическому периоду. По легенде, изложенной в «Кодзики», здесь Сусаноо построил ограду из облаков, чтобы отдохнуть со своей женой Кусинада-химэ.
До 1200 или 1248 года храм являлся самым высоким зданием Японии, его высота составляла около 50 метров; сегодня самое высокое деревянное здание Японии — храм Тодай-дзи — имеет высоту 46 метров. Описание храма в Нихон сёки подтверждается археологическими находками — в 2000 году археологи нашли неподалёку от нынешнего хондэна основание деревянного столба диаметром 3 метра. На основе компьютерной симуляции учёные пришли к выводу, что его высота была сравнима с 16-этажным домом. Из-за своих размеров святилище падало как минимум шесть раз, после чего было построено в более скромном варианте. Современный вид святилище обрело в 1667, нынешний хондэн и хайдэн были построены в 1744 и 1959 годах.
Жречество в храмах Идзумо наследственное, с XIV века к нему могут принадлежать только члены родственных семей Сэнгэ и Китадзима, с 1868 года должность главного жреца занимает представитель ветви Сэнгэ. К V столетию должность Верховного жреца сменили уже 17 поколений. Согласно преданию, первым Верховным жрецом Идзумо второй сын богини Аматэрасу, рождённый из её драгоценностей ками.
В отличие от других синтоистских храмов, Идзумо тайся на протяжении столетий отличалось стойкой оппозицией буддизму. В Идзумо отсутствуют буддистские статуи и изображения (с 1662 года), которые присущи большинству синтоистских святилищ.
С 1871 по 1946 год Идзумо тайся было официально причислено к кампэй-тайся (яп. 官幣大社 большие императорские храмы) — высшей категории поддерживаемых государством святилищ.
Святилище Идзумо тайся включено в список Национальных сокровищ Японии. Входит в число особо почётных святых мест Тёкусайся.

## Архитектура

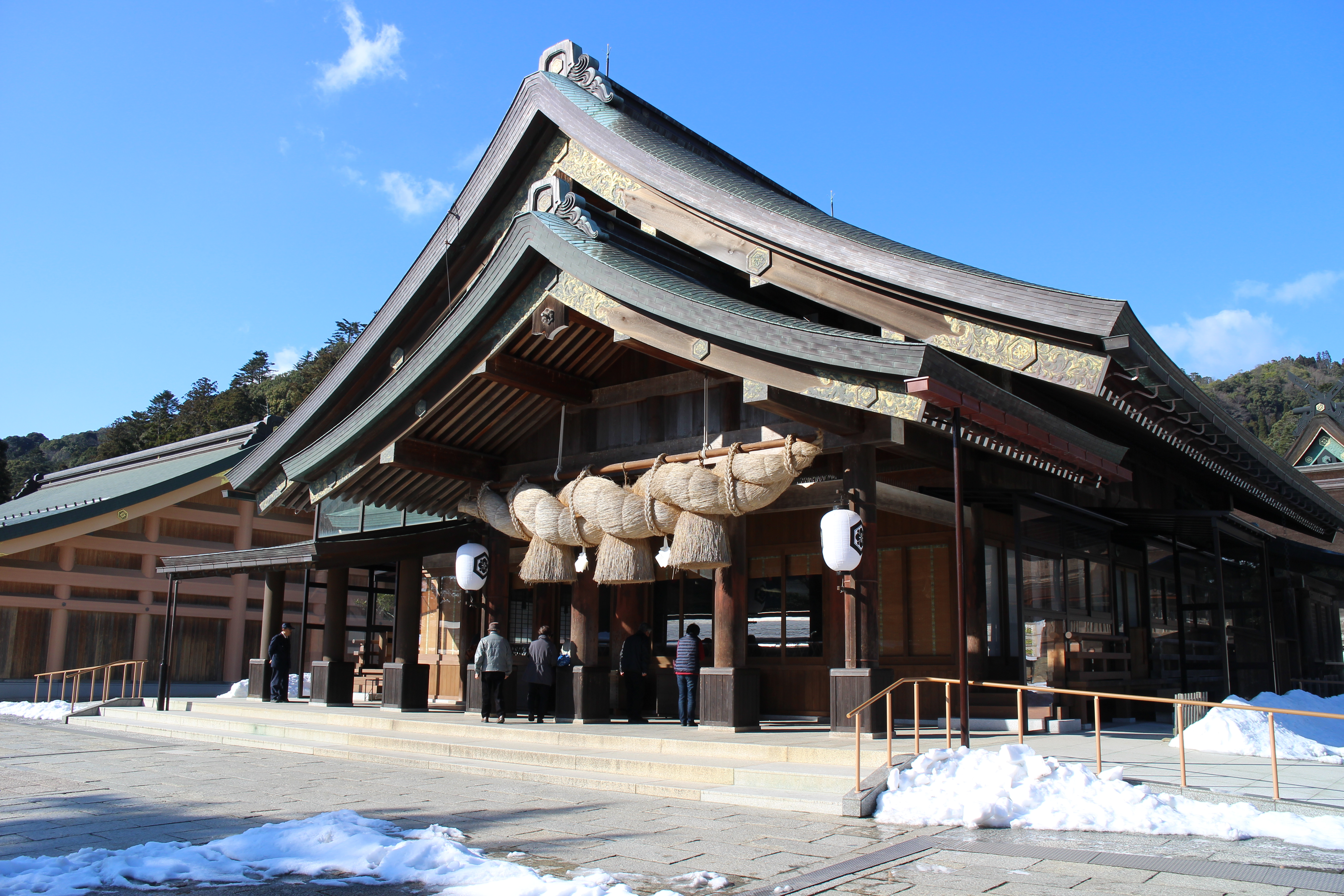
Огромная симэнава над входом

Идзумо тайся является самым ярким примером названного в его честь классического стиля синтоистской архитектуры — тайся-дзукури. Святилище производит впечатление мощи и размаха, нехарактерных для иных стилей. Построенный в 1744 году хондэн имеет высоту 24 метра. Здание опирается на восемь столбов высотой около четырёх метров. Здание квадратное, размером 2х2 пролёта, каждый пролёт — более 5 метров в длину. Массивная, слегка изогнутая, крытая кипарисовой корой двускатная (щипцовая) крыша с далеко выходящими свесами нависает над верандой, окружающей здание. Крышу венчают три кацуоги и два тиги, расположенные далеко от края. Крутая лестница с 17 ступенями покрыта отдельной щипцовой покатой крышей, являющейся характерной чертой стиля. Зал имеет двойные двери, за которыми от правой стены к центру комнаты идёт перегородка, скрывающая от взоров го-синтай (тело божества), хранящийся в дальнем углу. В центре хондэна расположен центральный столб (яп. 心の御柱, син-но-михасира), играющий роль ёрисиро (объекта, в который может вселиться ками). По мнению некоторых исследователей, он воплощает собой небесный столп амэ-но михасира, по которому на землю спустились Идзанаги и Идзанами.
Перед хондэном расположен построенный в 1959 году хайдэн размером 5х5 пролётов, его крыша покрыта медью. Монументальность святилища подчёркивает трёхтонная симэнава (соломенная верёвка), висящая над входом. Принято загадывать желание и бросать монетку в симэнаву. Считается, что если монетка застрянет там — желание исполнится.
В 1981 году был построен современный кагурадэн (зал для ритуальных танцев кагура) с ещё большей симэнавой весом 5,2 тонн и длиной 13 метров.

## Мацури
В храме отмечают более 15 мацури (синтоистских праздников). Самый известный из них — камиари-мацури, проводимый в октябре или ноябре. Считается, что в этом месяце ками со всей Японии прибывают в Идзумо на совет. Соответственно, десятый месяц старого японского календаря, во всей Японии называемый каннадзуки (яп. 神無月, «месяц без богов»), в краю Идзумо называется камиаридзуки (яп. 神在月, «месяц богов»). На десятый день месяца ками под предводительством драконьего бога — морского повелителя — высаживаются на пляже Инасахама неподалёку от святилища. На берегу их встречают жрецы и приглашают в два химороги. Оттуда их ведут в кагурадэн (зал для танцев кагура) в святилище Идзумо, после чего размещают в маленьких временных святилищах. В течение недели, пока ками находятся в святилище, жрецы соблюдают ритуальную чистоту, например, не едят мяса, не пользуются автомобилем и моются после каждого посещения уборной. Через неделю, семнадцатого числа, жрецы с ветвями сакаки и бумажными лентами сидэ посылают богов в другие храмы провинции. В конце месяца в Манкусэн-дзиндзя проводится церемония окончательного прощания с божествами.